# Beaumont-en-Verdunois
Beaumont-en-Verdunois település Franciaországban, Meuse megyében. Lakosainak száma 0 fő (2022. január 1.). Beaumont-en-Verdunois Azannes-et-Soumazannes, Champneuville, Haumont-près-Samogneux, Louvemont-Côte-du-Poivre, Moirey-Flabas-Crépion, Ornes, Samogneux és Ville-devant-Chaumont községekkel határos.

## Népesség
A település népességének változása:
| Lakosok száma |      |      |      |      |      |      |      |      |      |      |
|               | 1968 | 1982 | 1990 | 2006 | 2013 | 2015 | 2017 | 2019 | 2020 | 2022 |